# Oksana Slavova
Oksana Slavova (* 27. Oktober 2001 in Wien) ist eine österreichische Rhythmische Sportgymnastin ukrainischer Abstammung.

## Leben
Oksana Slavova nahm als Kind zunächst Ballettunterricht, über ihre ältere Schwester Maria kam sie zur Rhythmischen Gymnastik. 2011 und 2012 wurde Slavova Österreichische Jugendmeisterin. 2018 nahm sie an den 36. Weltmeisterschaften der Rhythmischen Sportgymnastik teil und erreichte mit dem österreichischen Nationalteam den 26. Platz unter 61 Nationen. Im Einzel landete Slavova bei der WM unter insgesamt 161 Gymnastinnen auf dem 96. Rang.

## Familie
Slavova wurde in eine Akademikerfamilie geboren. Ihr Vater ist der Philologe Dmytro Slawow, ihre Mutter die Mathematikdozentin Tatjana Slavova, ihr Großvater der Mathematiker und Träger des Ordens des Fürsten Jaroslaw Iwan Bejko (* 1937). Ihr Bruder Wadym (* 1984) ist ein ehemaliger professioneller Fußballspieler, ihr anderer Bruder Myroslaw Slawow (* 1990) spielt nach wie vor professionell Fußball. Ihre Cousine Marta Kostjuk (* 2002) ist eine professionelle Tennisspielerin.